# Потчињеност женскиња
Потчињеност женскиња (енгл. The Subjection of Women) је есеј енглеског филозофа, политичког економисте и државног службеника Џона Стјуарта Мила и његове супруге Харијет Тејлор Мил. Објављен је 1869. у Уједињеном Краљевству и 1871. године у Србији. Неке од библиотека које имају овај есеј за позајмицу у Србији су Градска библиотека Вршац, Универзитетска библиотека „Светозар Марковић”, Библиотека Матице српске, Народна библиотека „Вук Караџић” Крагујевац, Српска академија наука и уметности, Факултет педагошких наука у Јагодини, Градска библиотека у Суботици и друге.

Мил је предао готов рукопис заједничког дела О слободи 1859. убрзо након смрти његове супруге крајем 1858, а затим је наставио рад на књизи Потчињеност женскиња до његовог завршетка 1861. У време објављивања, аргумент есеја за једнакост полова био је увреда европским конвенционалним нормама у вези са статусом мушкараца и жена. У својој аутобиографији Мил описује своје задуживање жени и ћерки Хелен Тејлор за стварање књиге Потчињеност женскиња:
„Како је на крају објављен, био је обогаћен неким важним идејама моје ћерке и неким одломцима њеног писања, али све оно што је најупечатљивије и најдубље у ономе што сам написао припада мојој жени, произилазећи из фонда мисли које су нам постале заједничке и нашим безбројним разговорима и расправама о теми која је заузела тако велико место у нашим умовима”.

## Историја
Већина научника се слаже да је Џон Стјуарт Мил био једини аутор, али су и заступљени аргументи да постоје слични есеји попут The Enfranchisement of Women Харијет Тејлор Мил. Мил је био уверен да ће морални и интелектуални напредак човечанства резултирати већом срећом за све, тврдио је да виша задовољства интелекта доносе много већу срећу од нижег задовољства чула. Замишљао је људска бића као морално и интелектуално способна да буду образована и цивилизована и веровао је да свако треба да има право гласа, са јединим изузецима варвара и необразованих људи. Тврдио је да би људи, и мушкарци и жене, требали да буду у могућности да гласају, да бране своја права и да науче да стоје на ногама, морално и интелектуално. Често је користио свој положај члана парламента да захтева гласање за жене, што је била контроверзна позиција за то време јер су жене биле углавном подложне хировима свог мужа или оца због друштвених норми које су говориле да су жене и физички и ментално мање способне од мушкараца и да је стога требало „збринути”. Овом гледишту доприносе и хијерархијски религиозни погледи на мушкарце и жене унутар породице и друштвене теорије засноване на биолошком детерминизму. Архетип идеалне жене као мајке, жене и домаћице је била моћна идеја у друштву 19. века. Мил је ишао против уобичајених ставова друштва и био је свестан да ће бити приморан да упорно подржава своје тврдње упркос већини. Тврдио је да је неједнакост жена реликт из прошлости када је то „можда било исправно”, али јој није место у модерном свету. Чињеница да половина људске расе не може да допринесе друштву ван куће представља сметњу људском развоју.
„Пакосно потчињавање једног пола другом је погрешно само по себи и сада је једна од главних препрека људском усавршавању и требало би га заменити системом савршене једнакости који не допушта никакву моћ и привилегије са једне стране, нити инвалидитет са друге”.

## Аргументи
Мил се противи аргументима да су жене природно лошије у неким стварима од мушкараца и да их стога треба обесхрабрити или забранити им да то раде јер ми не знамо за шта су жене способне ако им никада не дозволимо да то покушају – не може се дати ауторитативна изјава без доказа. Не можемо спречити жене да покушавају неке ствари јер их можда неће моћи урадити. Аргумент заснован на спекулативној физиологији је спекулација: „Страх човечанства да интервенише у име природе је потпуно непотребна брига. Оно што жене по природи не могу, сасвим је сувишно забрањивати им”. У овоме су мушкарци контрадикторни сами себи јер кажу да жене не могу да раде неку активност, а желе да их спрече у томе. Уместо тога Мил сугерише да мушкарци признају да су жене способне да обављају ту активност, али да они не желе да то раде. У стварности ми не знамо шта је женска природа јер зависи од васпитања. Мил предлаже да тестирамо и експериментишемо са тим шта жене могу, а шта не:
„Ја поричем да било ко зна или може да зна природу два пола све док су они виђени само у њиховом садашњем односу један према другом. Док не постоје услови једнакости нико не може да процени природне разлике између жена и мушкараца. Оно што је природно за два пола може се сазнати само ако им се дозволи да слободно развијају и користе своје способности”.
Жене су васпитане да се понашају као да су слабе, емотивне, послушне.. када би биле једнаке са мушкарцима биле би ослобођене несреће да им мушкарци говоре шта да раде и друштво у целини би имало користи јер би се тако удвостручила маса менталних способности доступних за вишу службу човечанства. Ослободиле би се идеје и потенцијали половине становништва што би имало велики ефекат на људски развој. Потчињеност женскиња је утилитарне природе по три тачке: непосредно веће добро, богаћење друштва и индивидуални развој. Према Миловим речима, ако би друштво желело да открије шта је заиста природно у родним односима оно би требало да успостави слободно тржиште за све услуге које жене обављају обезбеђујући правичан економски поврат за њихов допринос општем благостању и тек тада би њихови практични избори одражавали њихова истинска интересовања и способности. Сматрао је да ће феминизам и образовање жена имати позитивне користи и за мушкарце. Подстицај женског надметања и дружења подједнако образованих особа резултирао би већим интелектуалним развојем свих. Истицао је подмукле ефекте сталног дружења необразоване жене или мужа и сматрао је да су се мушкарци и жене венчавали да би следили обичаје и да је однос између њих био чисто домаћи. Еманципацијом жена оне би могле боље да се повежу на интелектуалном нивоу са својим мужевима што би побољшало односе. Мил се супротставља законима о браку које пореди са ропством и потчињавањем жена. Заговарао је потребу за реформом брачног законодавства чиме се оно своди на пословни споразум, не постављајући никаква ограничења ни за једну страну. Међу овим предлозима су и измена закона о наслеђивању како би се женама омогућило да задрже сопствену имовину и омогућавање женама да раде ван куће чиме би стекле независну финансијску стабилност. Постављао је и питање права гласа жена које чине половину становништва, а немају ово право иако би требале јер политика утиче и на њих. Веровао је да ће већина мушкараца гласати за оне посланике који ће потчинити жене, па се женама мора дозволити да гласају како би заштитиле своје интересе.
„Под било којим условима и у било којим границама, мушкарцима је дозвољено бирачко право, не постоји ни сенка оправдања за неприхватање жена под истим”.
Мил је сматрао да чак и у друштвима који су неравноправни жене могу бити изванредне када им се за то пружи шанса и као примере је наводио Елизабету I Тјудору, Викторију Хановерску и Јованку Орлеанку. Није био само теоретичар већ је и активно водио кампању за права жена као посланик и био је председник Националног друштва за женско право гласа.